# قطب أباد
قطب أباد (بالفارسية: قطب‌آباد) هي مدينة تقع في إيران في Kordian District. يقدر عدد سكانها بـ 6,450 نسمة .